# Länsväg 172
De Zweedse weg 172 (Zweeds: Länsväg 172) is een provinciale weg in de provincies Västra Götalands län en Värmlands län in Zweden en is circa 192 kilometer lang.

## Plaatsen langs de weg
- Uddevalla
- Fagerhult
- Ödeborg
- Färgelanda
- Högsäter
- Bäckefors
- Billingsfors
- Skåpafors
- Bengtsfors
- Årjäng
- Vännacka
- Sulvik
- Jössefors
- Arvika

## Knooppunten
- Riksväg 44 bij Uddevalla (begin)
- Länsväg 173 bij Färgelanda
- Länsväg 166: gezamenlijk tracé van zo'n 2 kilometer, bij Bäckefors
- Länsväg 164: start gezamenlijk tracé, bij Billingsfors
- Länsväg 164: einde gezamenlijk tracé, bij Skåpafors
- E18: gezamenlijk tracé, bij Årjäng
- Länsväg 177: gezamenlijk tracé, bij Årjäng tot Vännacka
- Riksväg 61 bij Arvika (einde)